# Андреевский (Кочубеевский район)
Андре́евский — хутор в Кочубеевском районе (муниципальном округе) Ставропольского края России.

## География
Расстояние до краевого центра: 45 км.
Расстояние до районного центра: 13 км.

## История
До 22 марта 1997 года хутор входил в Казьминский сельсовет.
22 марта 1997 года Закон Ставропольского края определил «Образовать в Кочубеевском районе Васильевский сельсовет с центром в хуторе Васильевский, включив в его состав выделенные из Казьминского сельсовета этого же района хутора Васильевский, Андреевский и Беловский».
До 16 марта 2020 года хутор входил в упразднённый Васильевский сельсовет.

## Население
| 1989 | 2002 | 2010 | 2014 |
| ---- | ---- | ---- | ---- |
| 296  | ↗411 | ↘404 | ↘400 |

По данным переписи 2002 года в национальной структуре населения преобладают русские (84 %).

## Инфраструктура
Медицинскую помощь оказывает фельдшерско-акушерский пункт.

## Кладбище
На окраине улицы Школьной расположено традиционное кладбище площадью 5200 м².

## Памятники
- Обелиск 50-ти воинам-землякам, погибшим в годы Великой Отечественной войны. 1965 год[11]